# Type 26 (pistola)
Il Type 26 (o Modello 26) era un revolver o rivoltella (in lingua giapponese Nijuroku nenshiki kenjū), la prima pistola moderna a essere adottata dall'esercito imperiale giapponese. Fu creato al arsenale Koishikawa e il suo nome deriva dal suo anno di adozione nel sistema di data giapponese (il 26º anno del regno dell'imperatore Meiji). Il revolver fu usato in diversi conflitti, incluso la guerra russo-giapponese e la seconda guerra mondiale.
Il Type 26 era originariamente inteso per essere usato come arma da fianco per la cavalleria, ed era solitamente dotato di un cordino sull'anello del calcio della pistola. A causa della penuria di forniture, rimase ad essere usata come arma ausiliaria fino alla fine della secondo conflitto mondiale.